# Quick Charge
Quick Charge(QC) är ett snabbladdningsprotokoll och som används för att öka strömstyrkan för USB-laddare på ett standardiserat sätt. Det är framtaget av företaget Qualcomm och stöds av enheter som använder deras plattform Snapdragon. Exempelvis mobiler från Samsung och LG.  
För att det ska fungera korrekt måste både nätadapter och enheten som laddas ha stöd för protokollet. Exempel på konkurrerande tekniker är Dash Charge från OnePlus, SuperCharger från Huawei och USB Power Delivery(PD) som är en öppen standard. Quick Charge Version 4.0 som lanserades 2017 är kompatibel med USB PD och använder då USB-C kontakten även i nätadaptern från att tidigare använt USB-A.